# Castello di Lunéville
Il castello di Lunéville (in francese Château de Lunéville) è un castello in stile rococò situato a Lunéville.
Il complesso era appartenuto ai duchi di Lorena fin dal XIII secolo, fu ricostruito come "la Versailles di Lorena" dal duca Léopold dal 1703 al 1723, su progetto di Pierre Bourdict e Nicolas Dorbay e poi dell'architetto Germain Boffrand Divenne la casa del re Stanisław Leszczyński, ultimo duca di Lorena.
Lunéville è stato classificato come monumento storico nel 1901. I suoi appartamenti sono curati dal Ministero della Difesa mentre la struttura è gestita dal Conseil départemental de Meurthe-et-Moselle.
Nella notte tra il 2 e il 3 gennaio 2003 è scoppiato un incendio che ha devastato il castello, con la volta in gesso della cappella reale che è crollata a causa delle fiamme. Attraversando le soffitte, l'incendio ha distrutto gran parte del tetto dell'edificio.